# Chùa Bích Động
Chùa Bích Động là một ngôi chùa cổ được xây dựng trên dãy núi đá vôi Trường Yên thuộc xã Ninh Hải, thành phố Hoa Lư, tỉnh Ninh Bình. Đây là một di tích lịch sử văn hóa thuộc Quần thể danh thắng Tràng An Tam Cốc - Bích Động đã được xếp hạng di tích quốc gia đặc biệt và UNESCO công nhận là di sản thế giới. Chùa Bích Động nguyên có tên "Bạch Ngọc Thạch Sơn Đồng"- nghĩa là ngôi chùa bằng đá đẹp và trong trắng như ngọc ở chốn thâm sơn cùng cốc, năm 1774 chúa Trịnh Sâm tới đây mới đổi tên là chùa Bích Động.
Chùa Bích Động là một kiểu chùa trong hang động rất phổ biến ở Ninh Bình, những ngôi chùa khác tiêu biểu như chùa Bái Đính, chùa Địch Lộng, chùa Cánh Diều, chùa Kỳ Lân, chùa Hoa Sơn, chùa Hang,... Động Xanh (Bích Động) là một trong những thắng cảnh nổi tiếng được mệnh danh là "Nam Thiên đệ nhị động", có nghĩa là động đẹp thứ nhì của trời Nam.

## Nguồn gốc hình thành và tên gọi

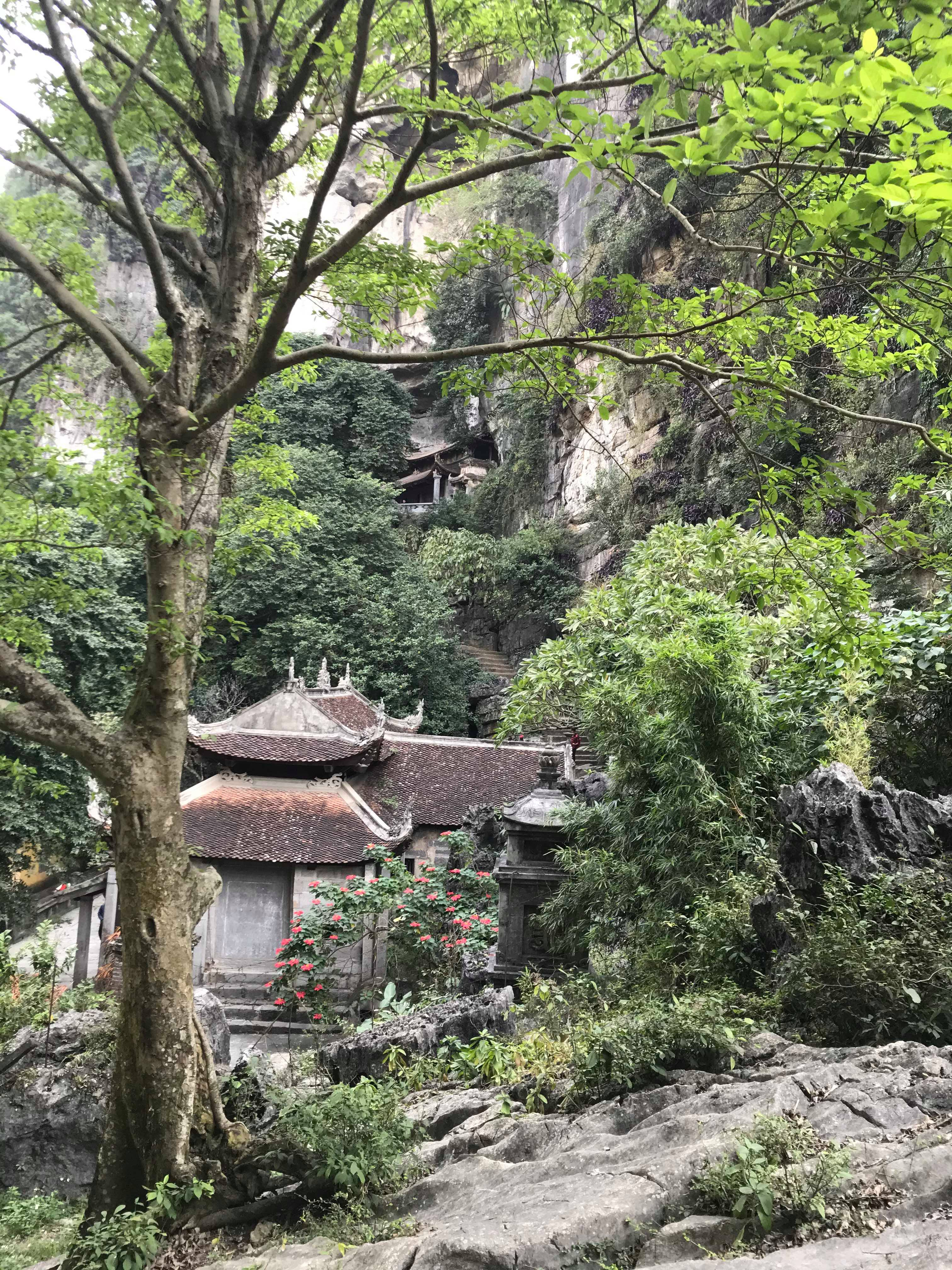
Chùa Hạ và chùa Trung

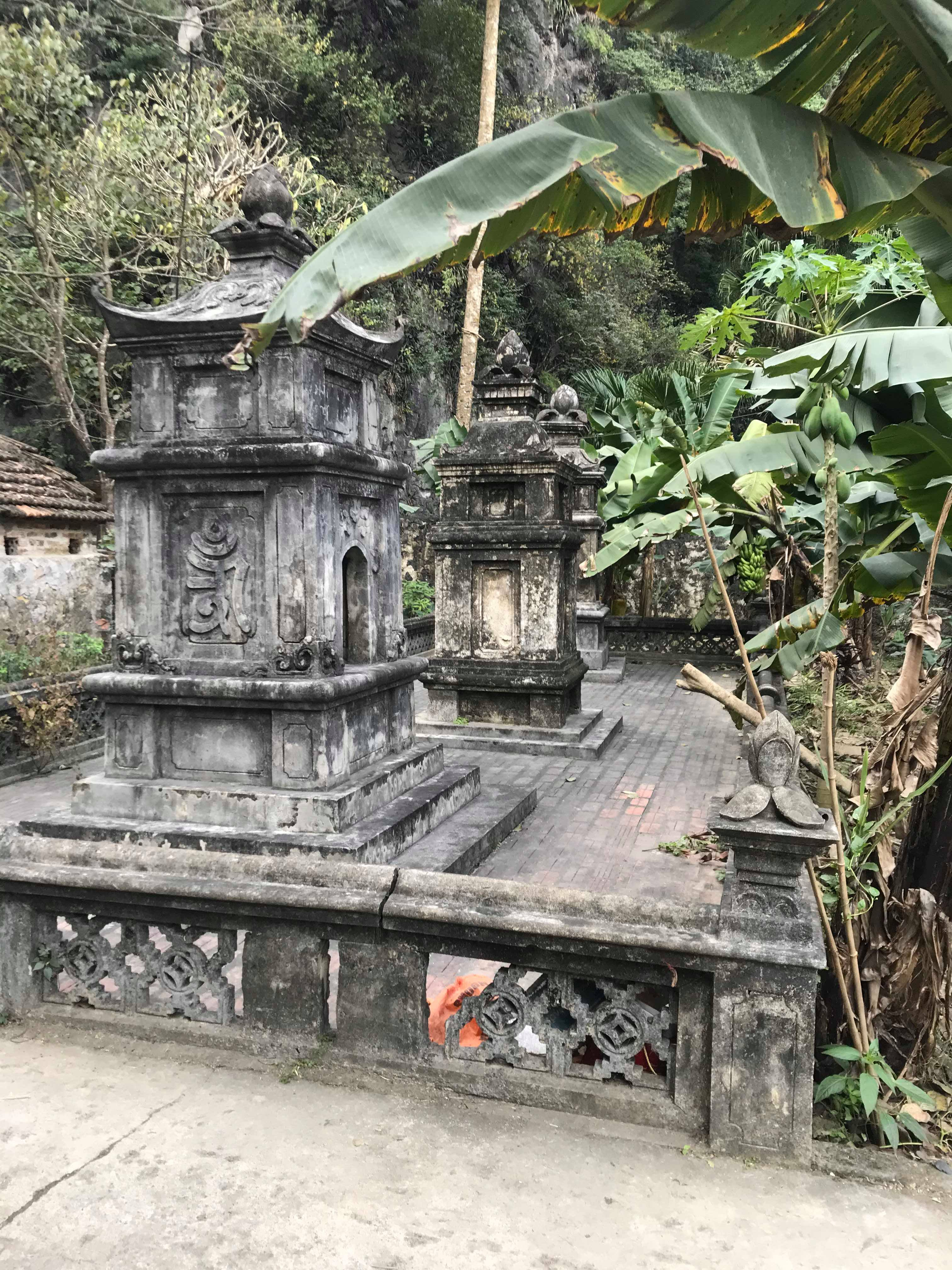
Vườn lăng ở ngay gần lối vào của khu chùa

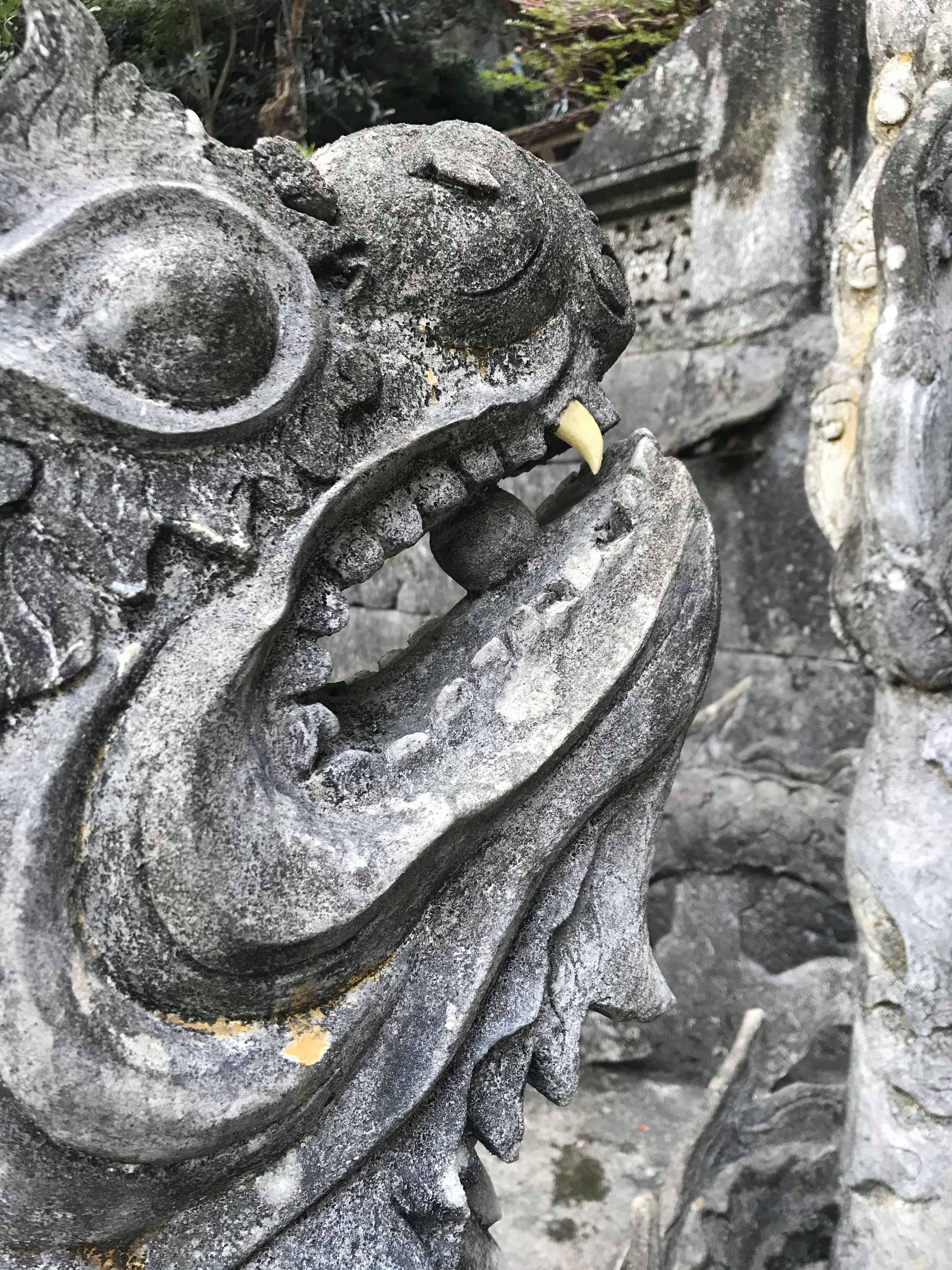
Con rồng trước chùa Hạ

### Chùa Hạ

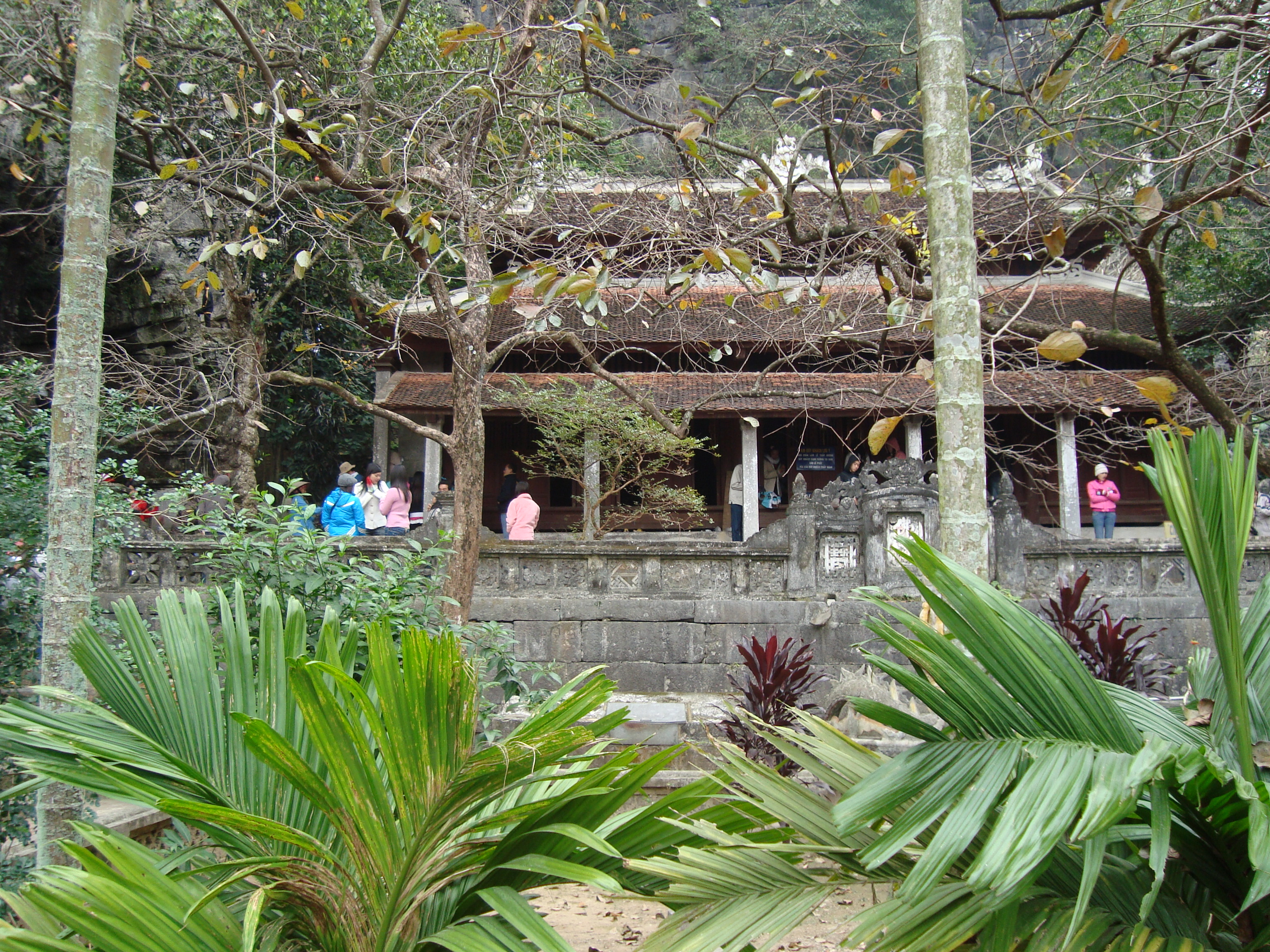
Chùa Hạ - chùa Bích Động

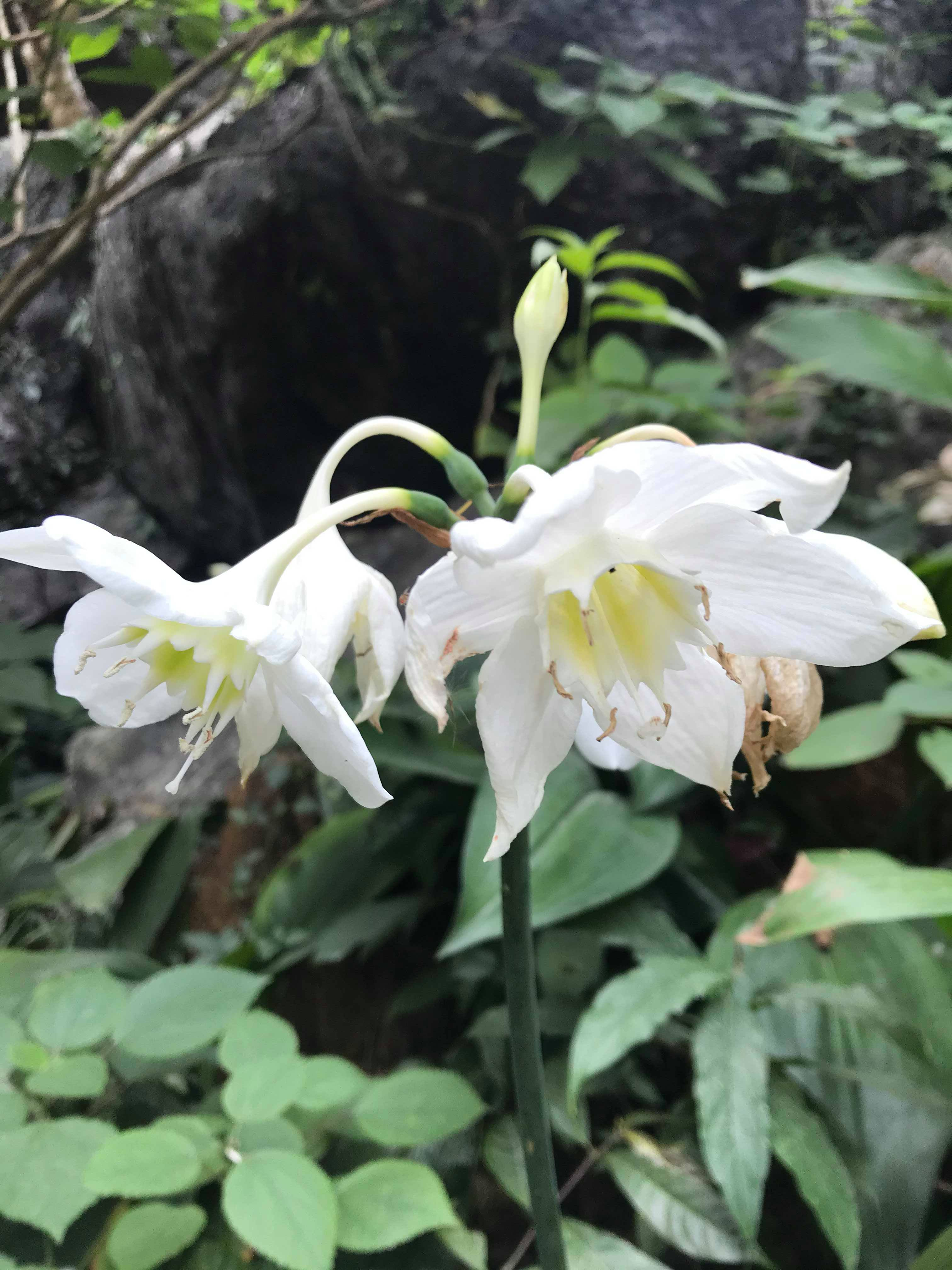
Hoa ngọc trâm chùa Hạ

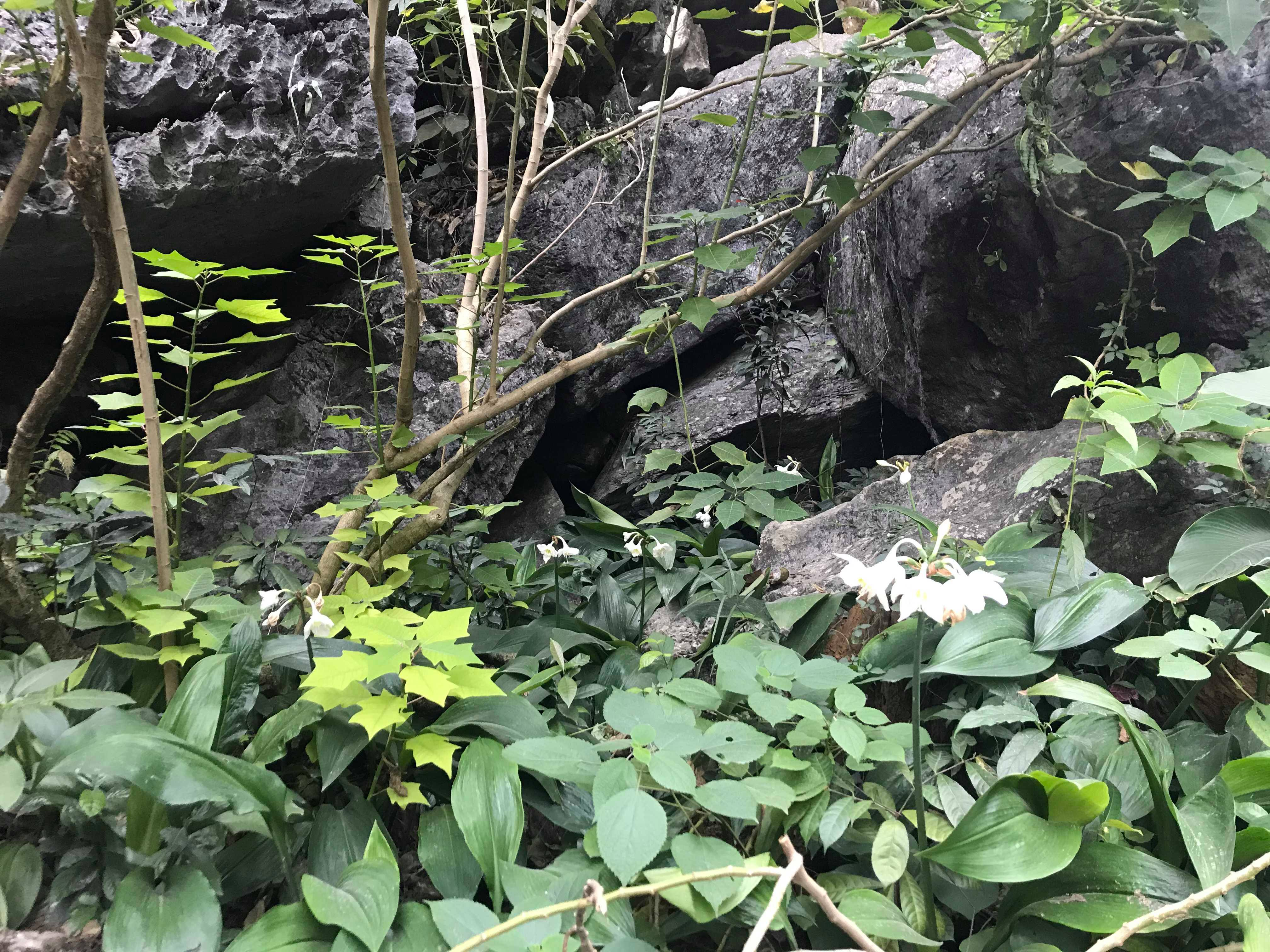
Hoa ngọc trâm bên phải chùa Hạ

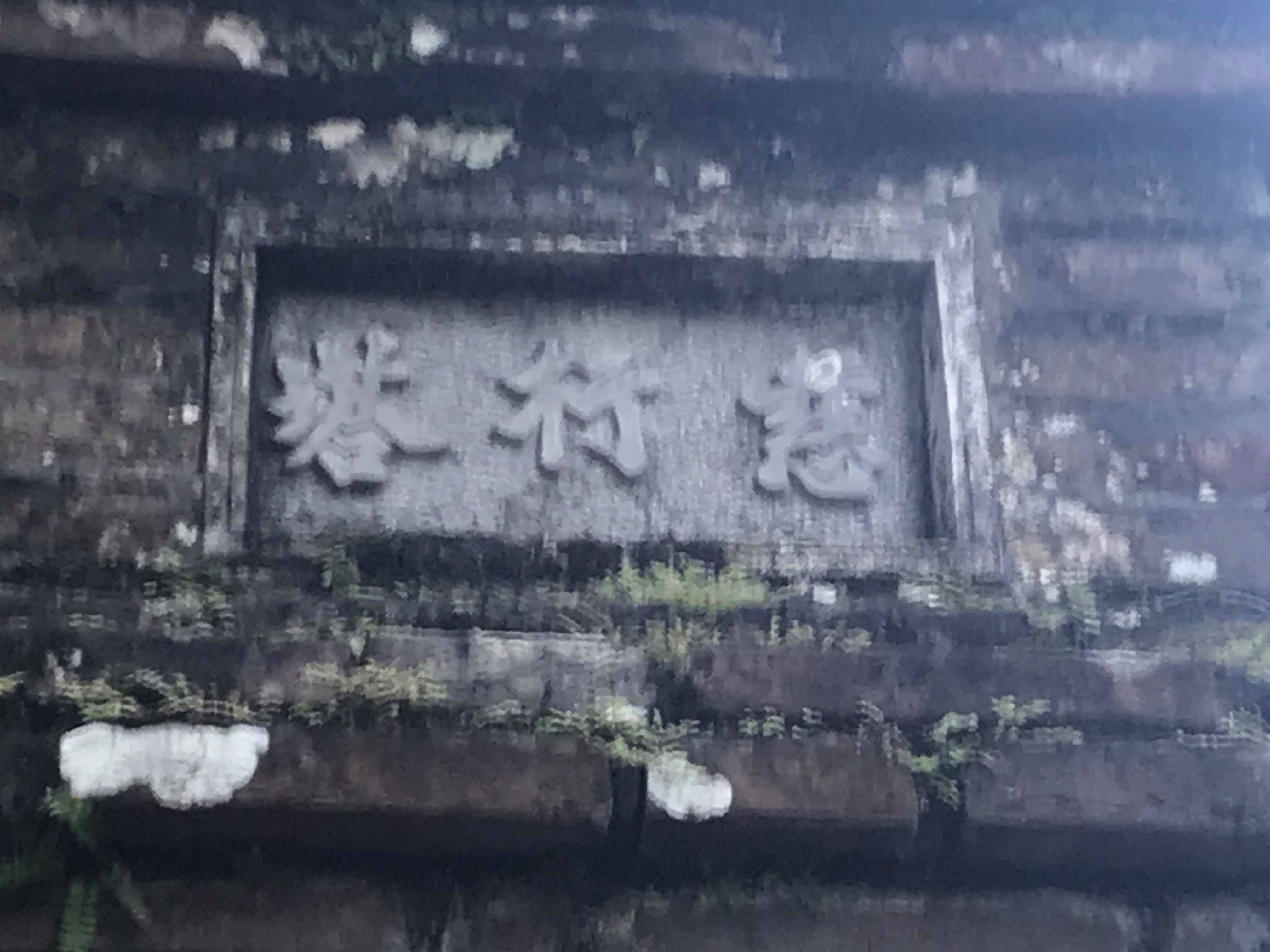
Hán tự trên mộ (Tháp Hành Từ)

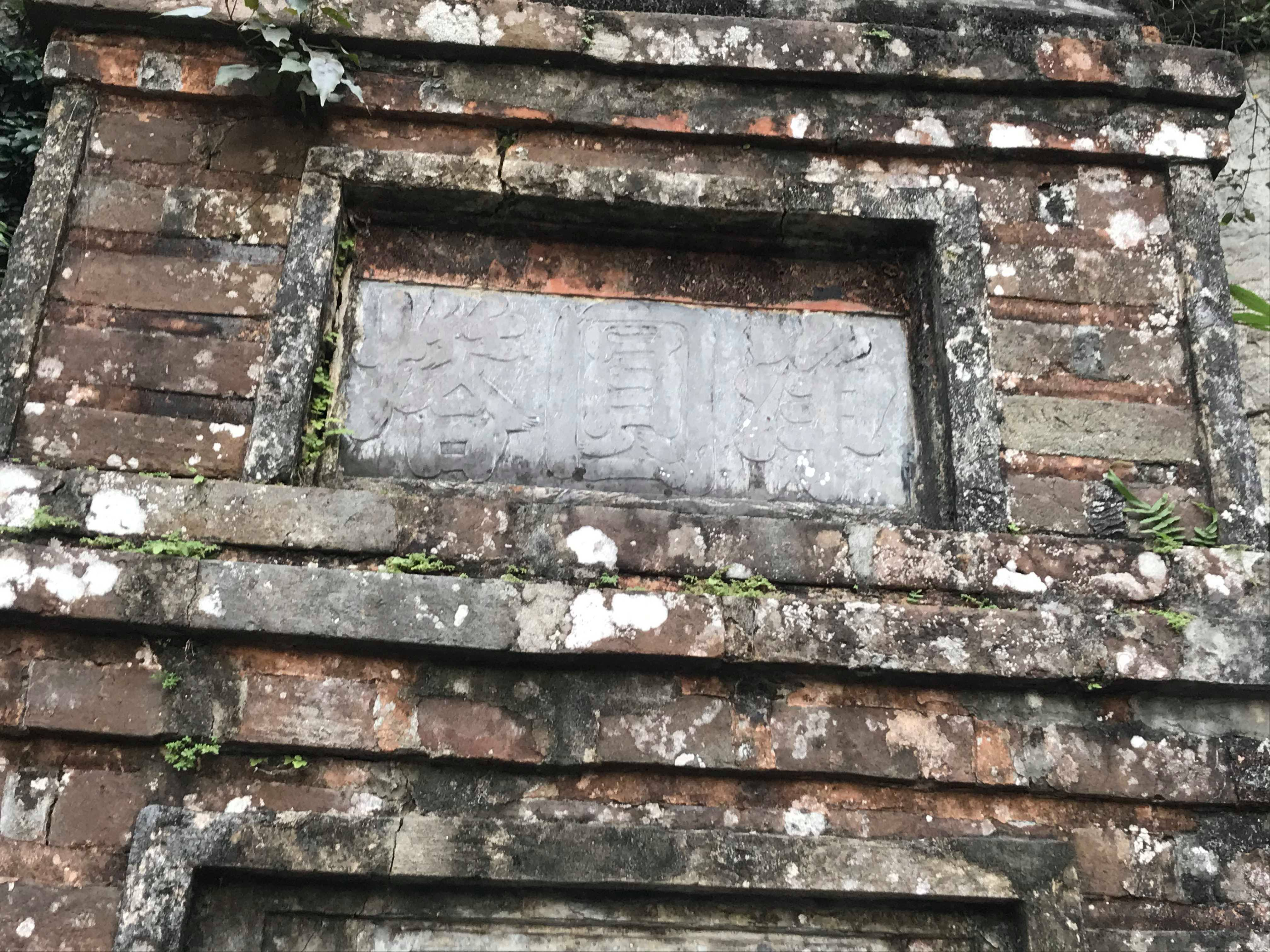
Hán tự trên mộ (Tháp Viên Tịnh)

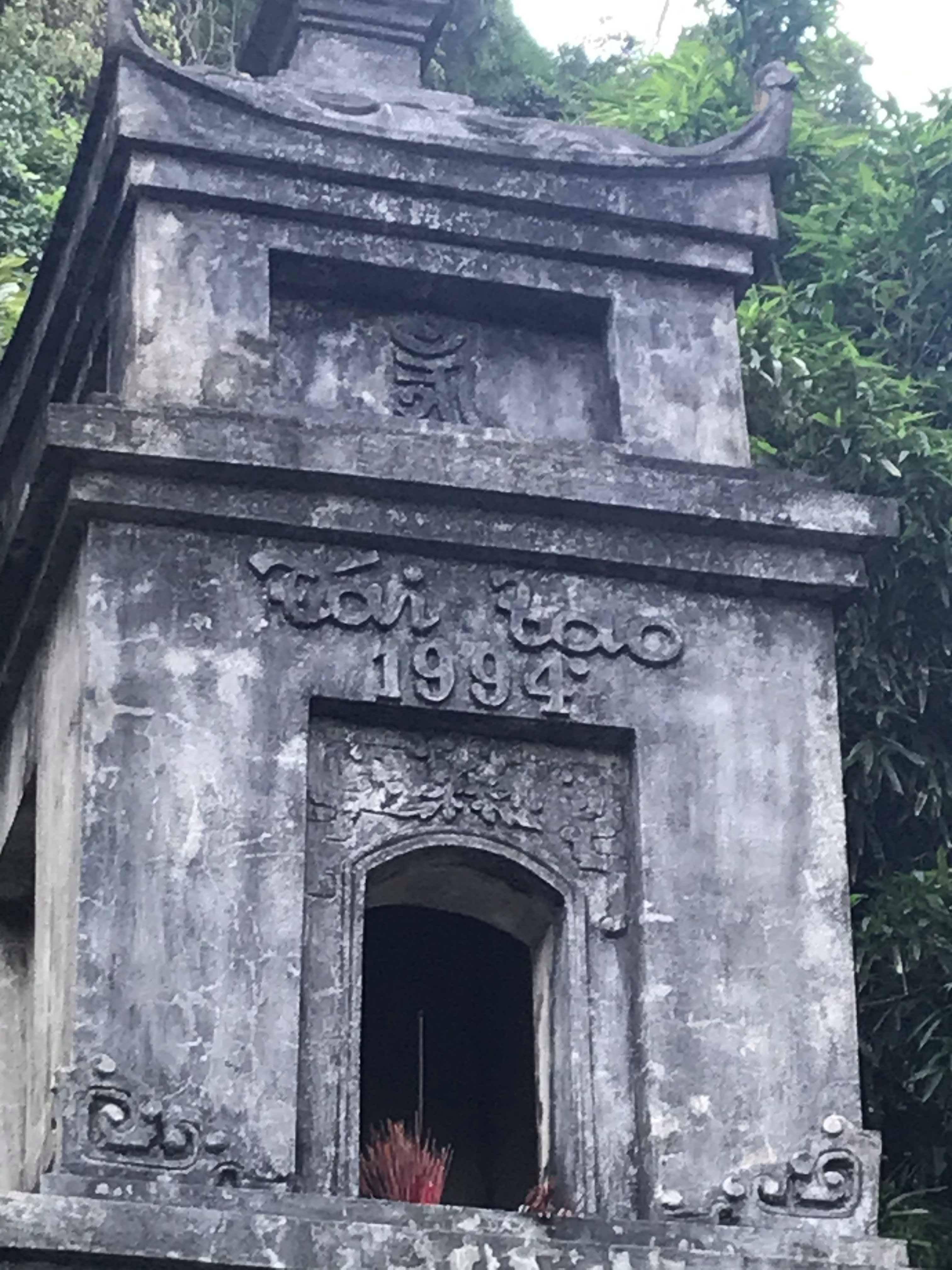
Mộ bên phải chùa Hạ

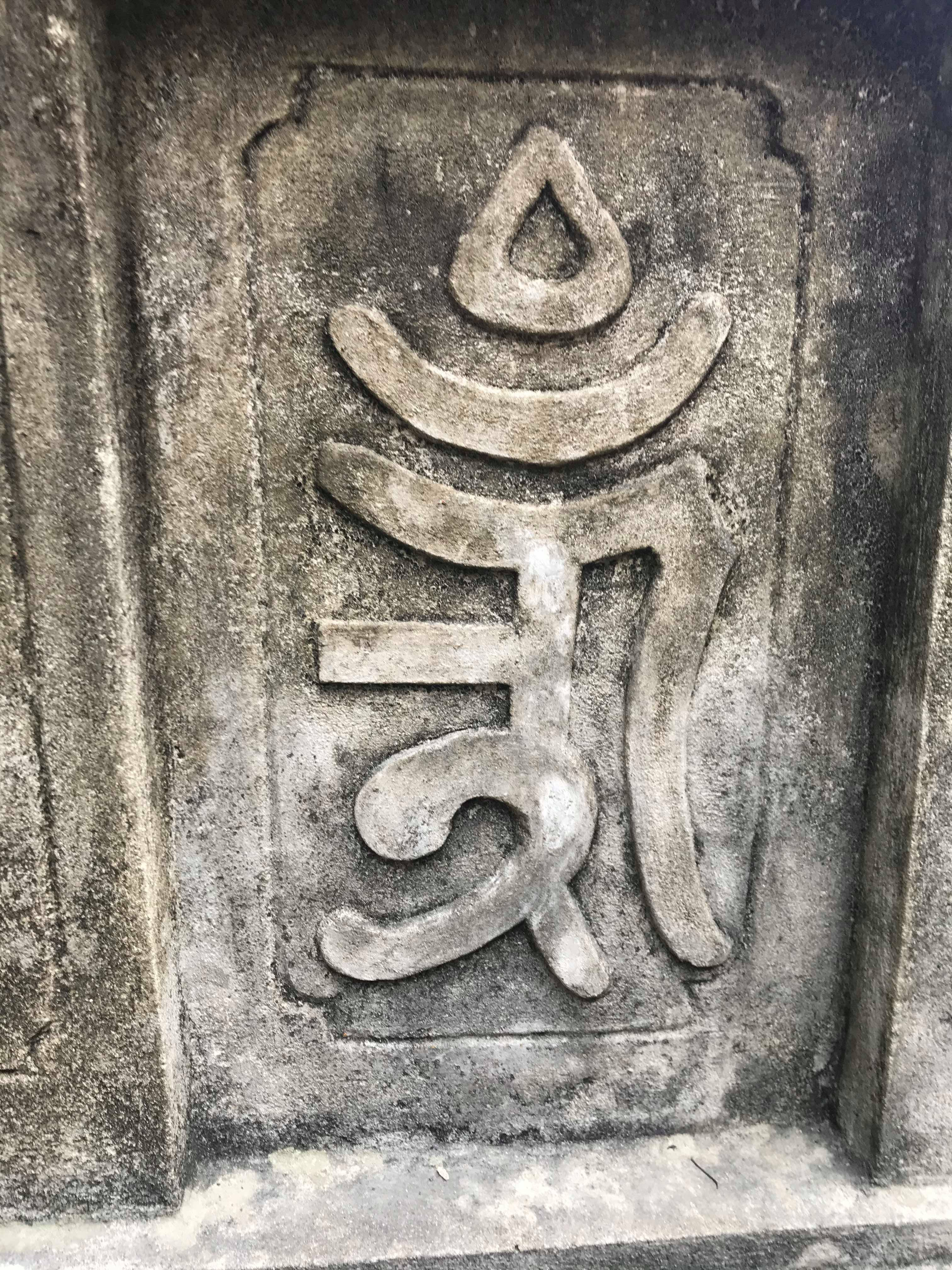
Chữ Phạn trên mộ bên trái chùa Hạ

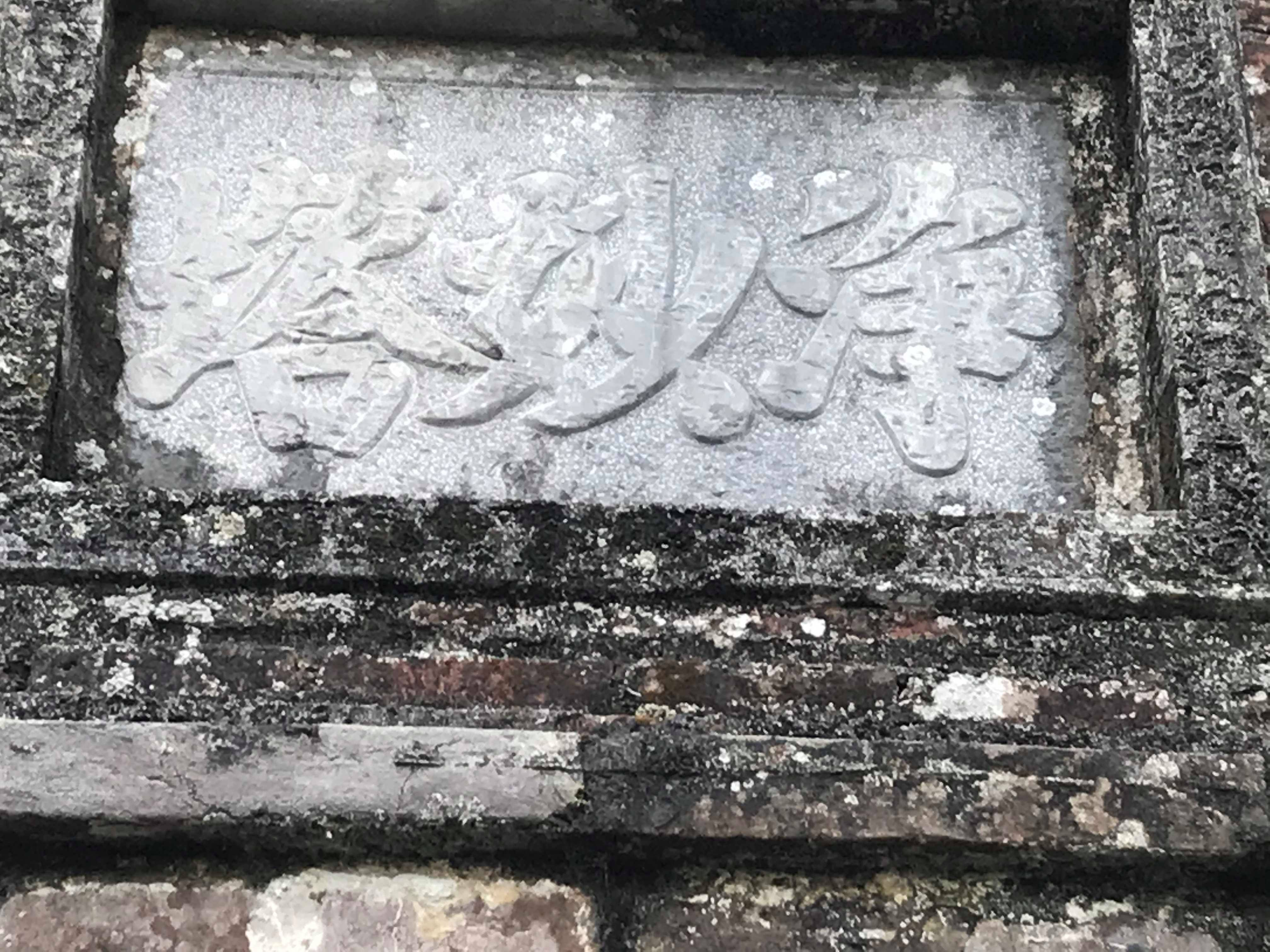
Hán tự trên mộ (Tháp Diệu Tịnh)

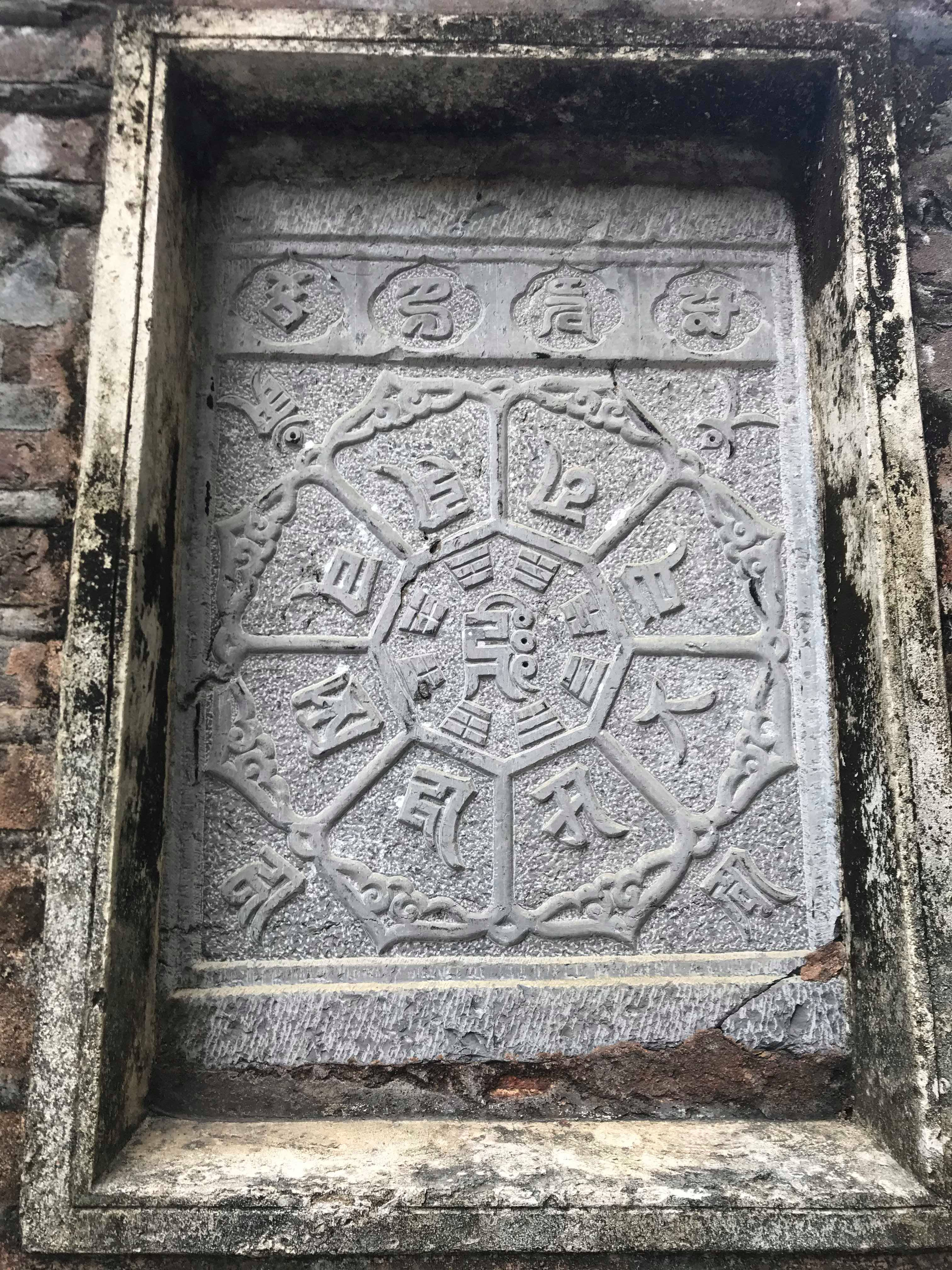
Biểu đồ chữ Phạn sau mộ bên phải chùa Hạ.

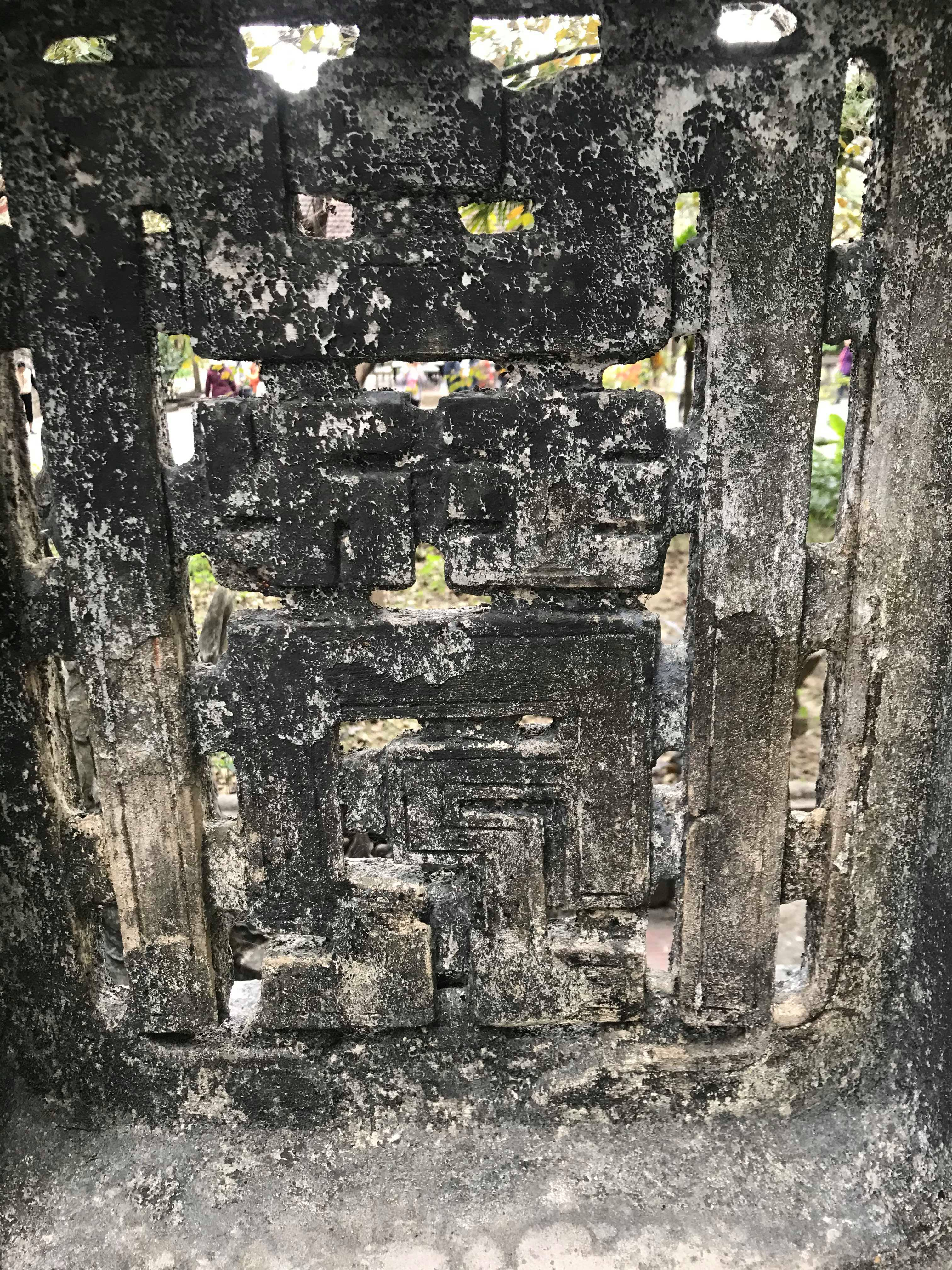
Hoa văn Hán tự trước chùa Hạ

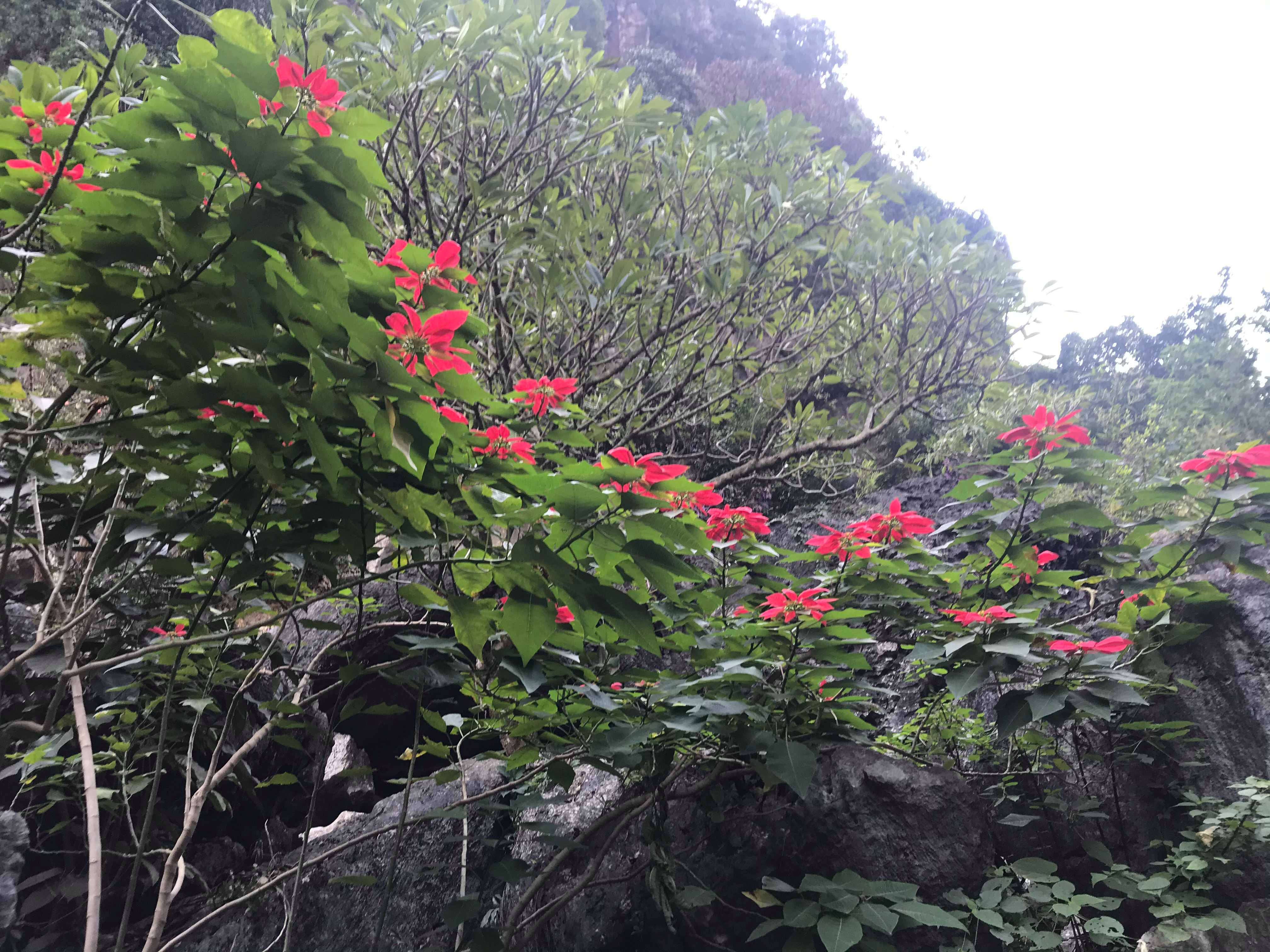
Hoa trạng nguyên bên phải chùa Hạ

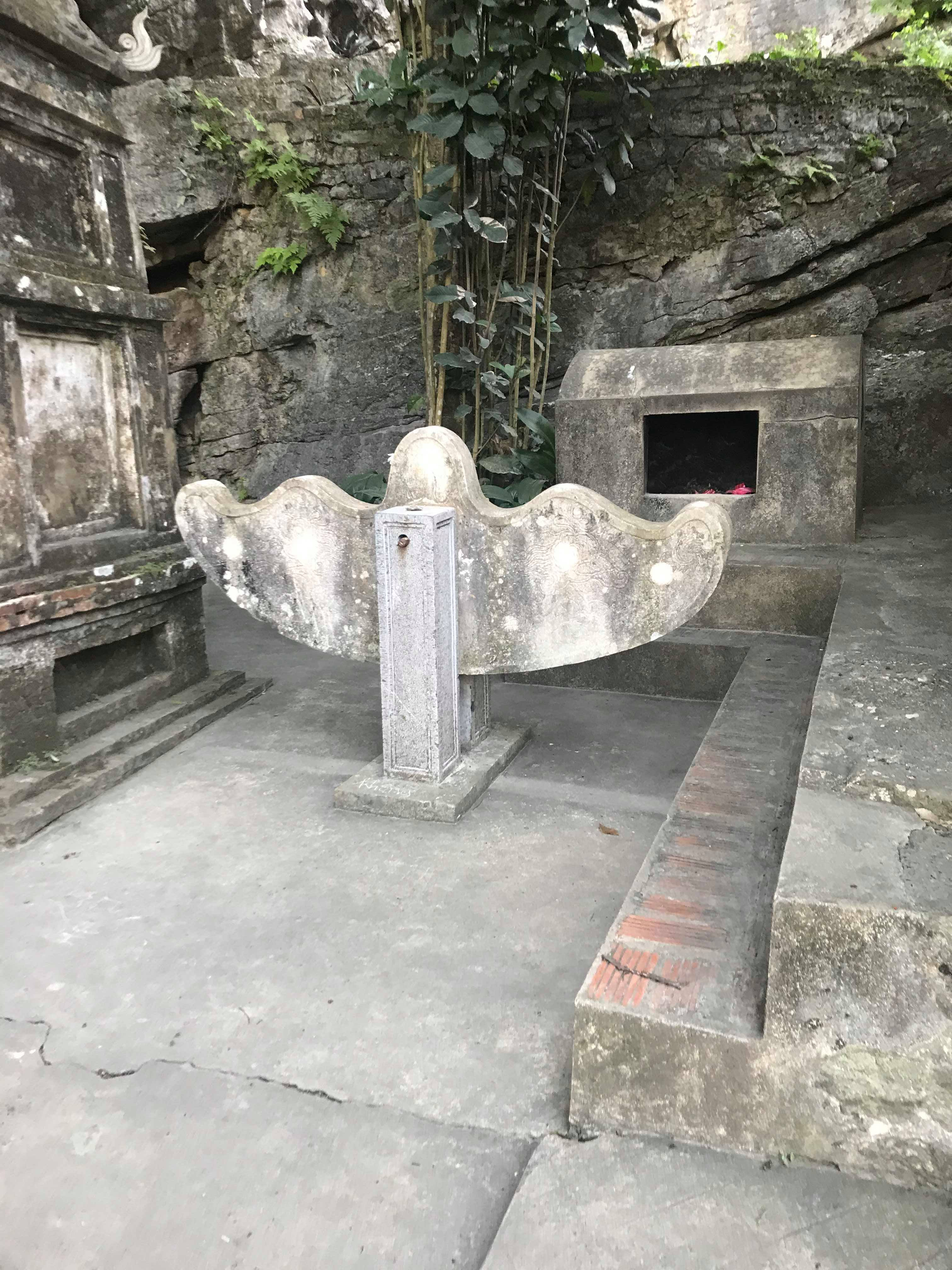
Cái Khánh bên trái chùa Hạ

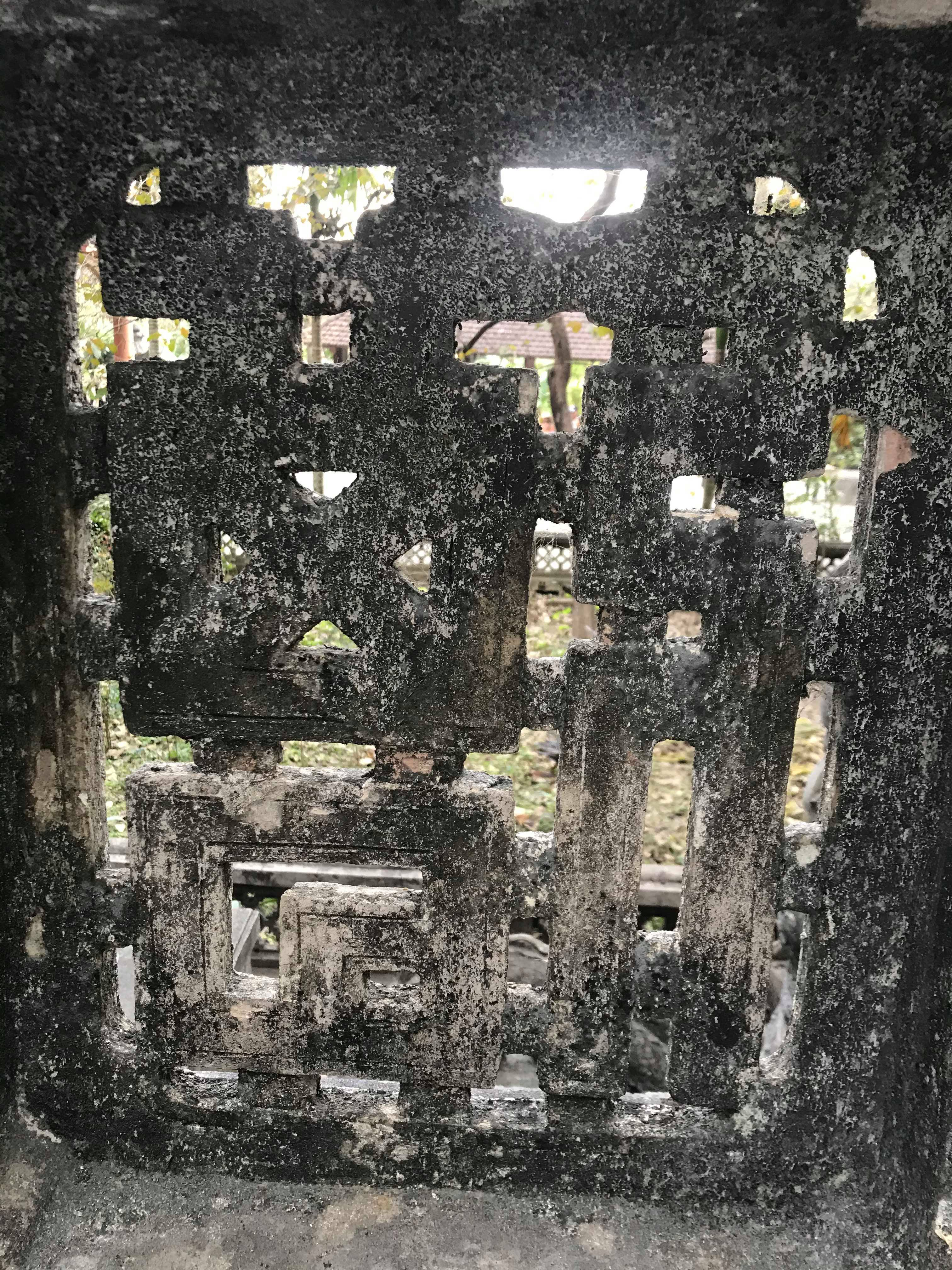
Hoa văn Hán tự trước chùa Hạ

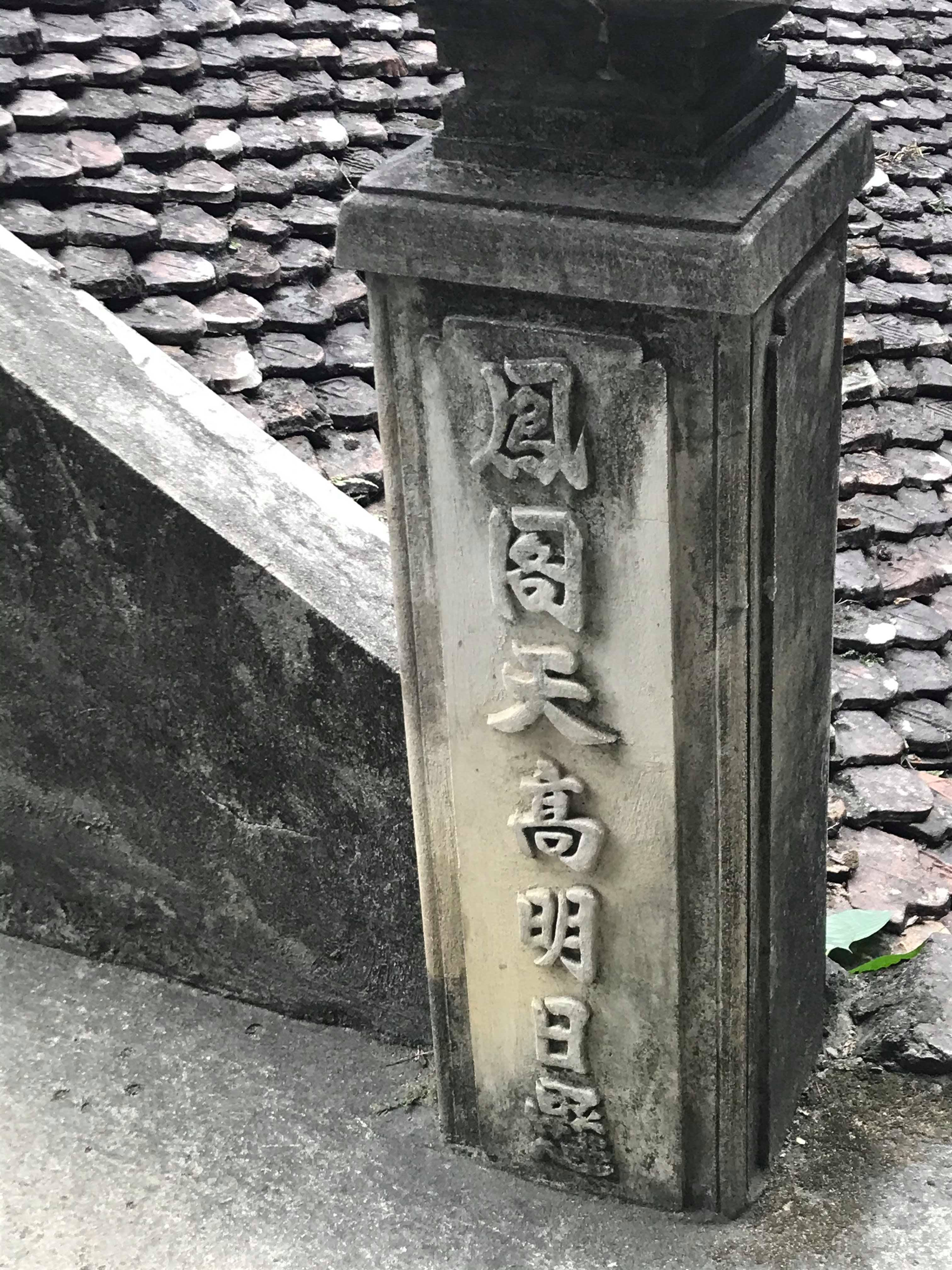
Câu đối đằng sauchùa Hạ

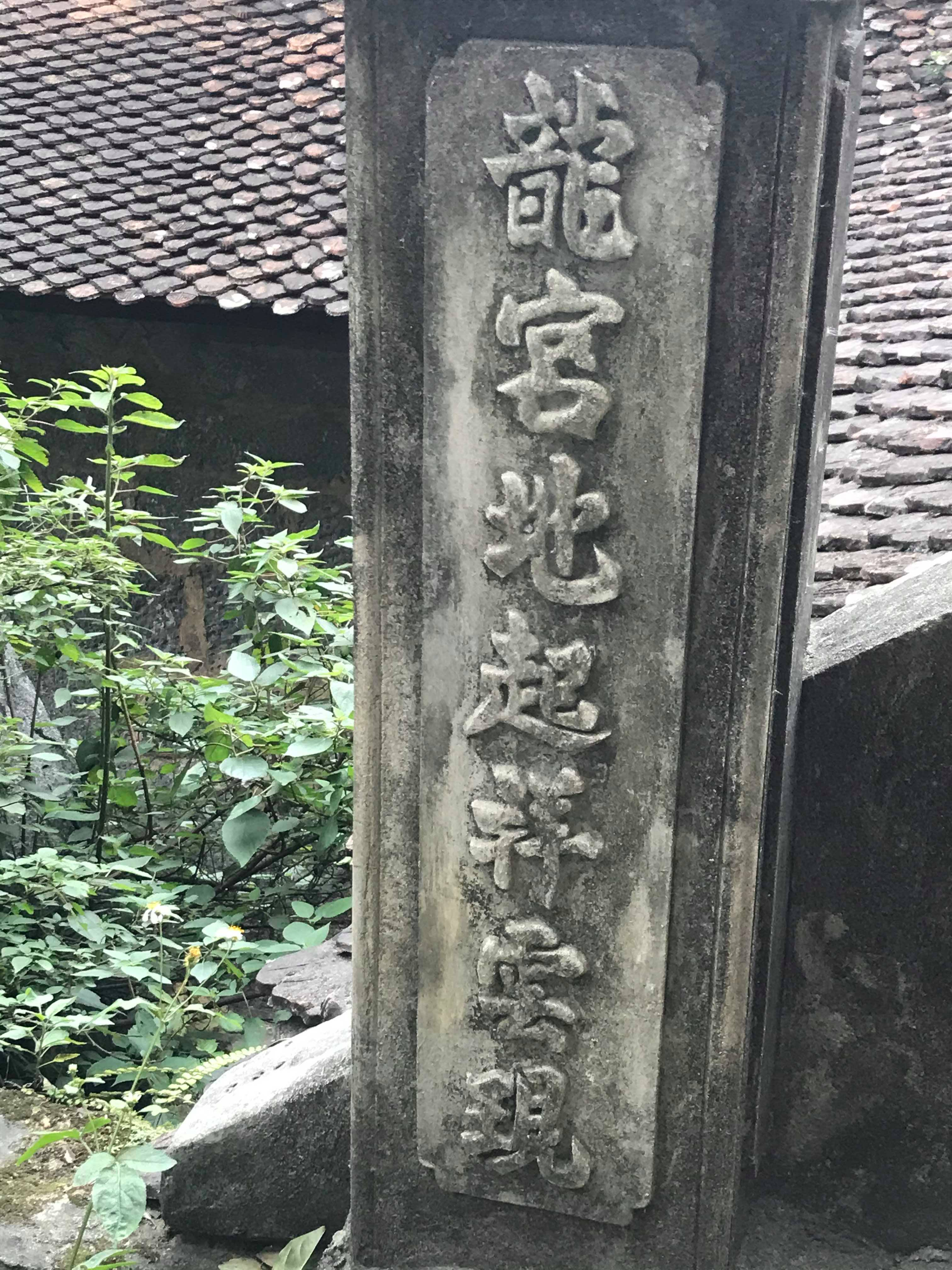

### Chùa Trung

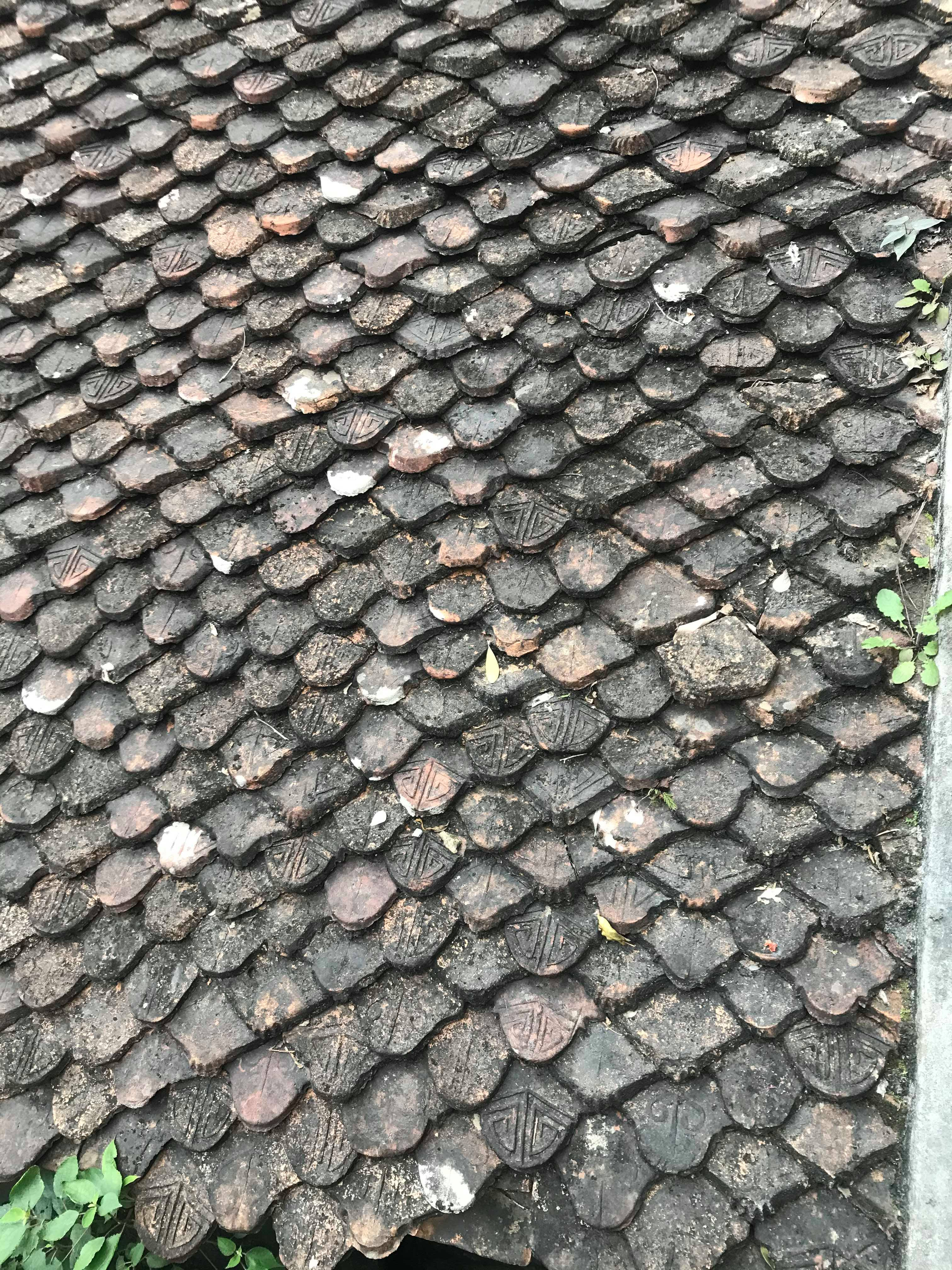
Hoa văn ngói chùa Hạ

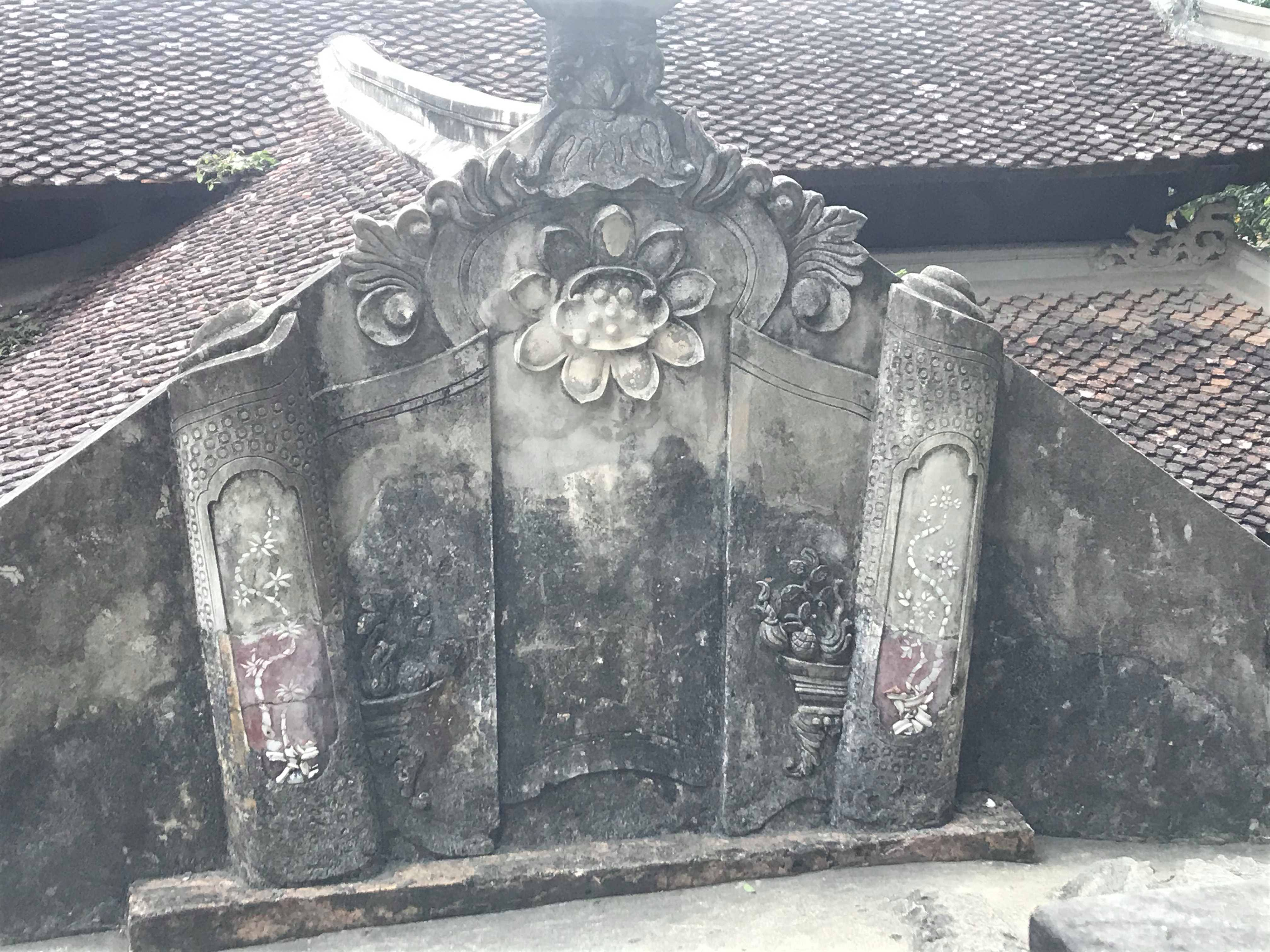
Hình chiếu chỉ sau chùa Hạ

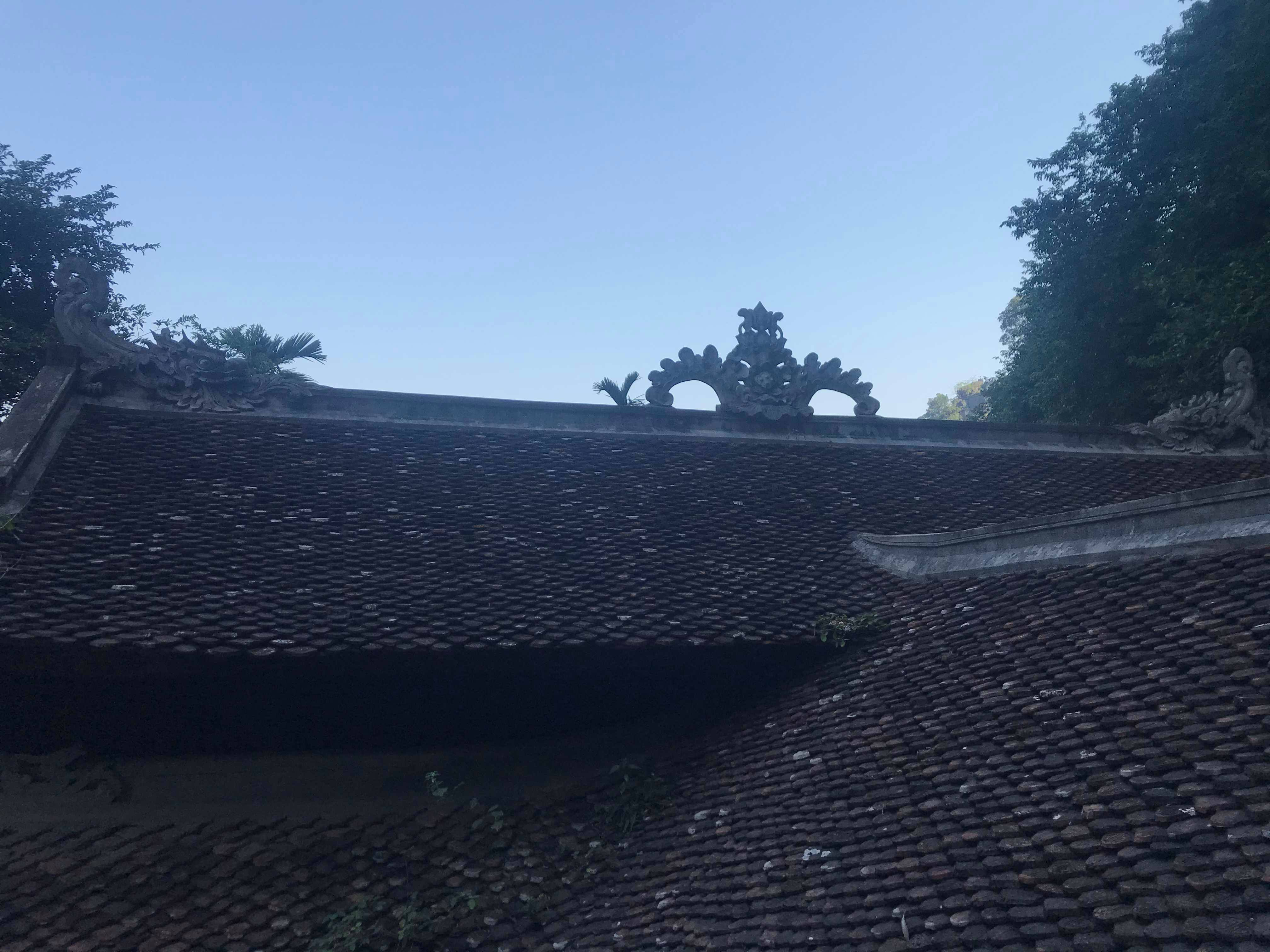
Hoa văn trên mái chùa Hạ

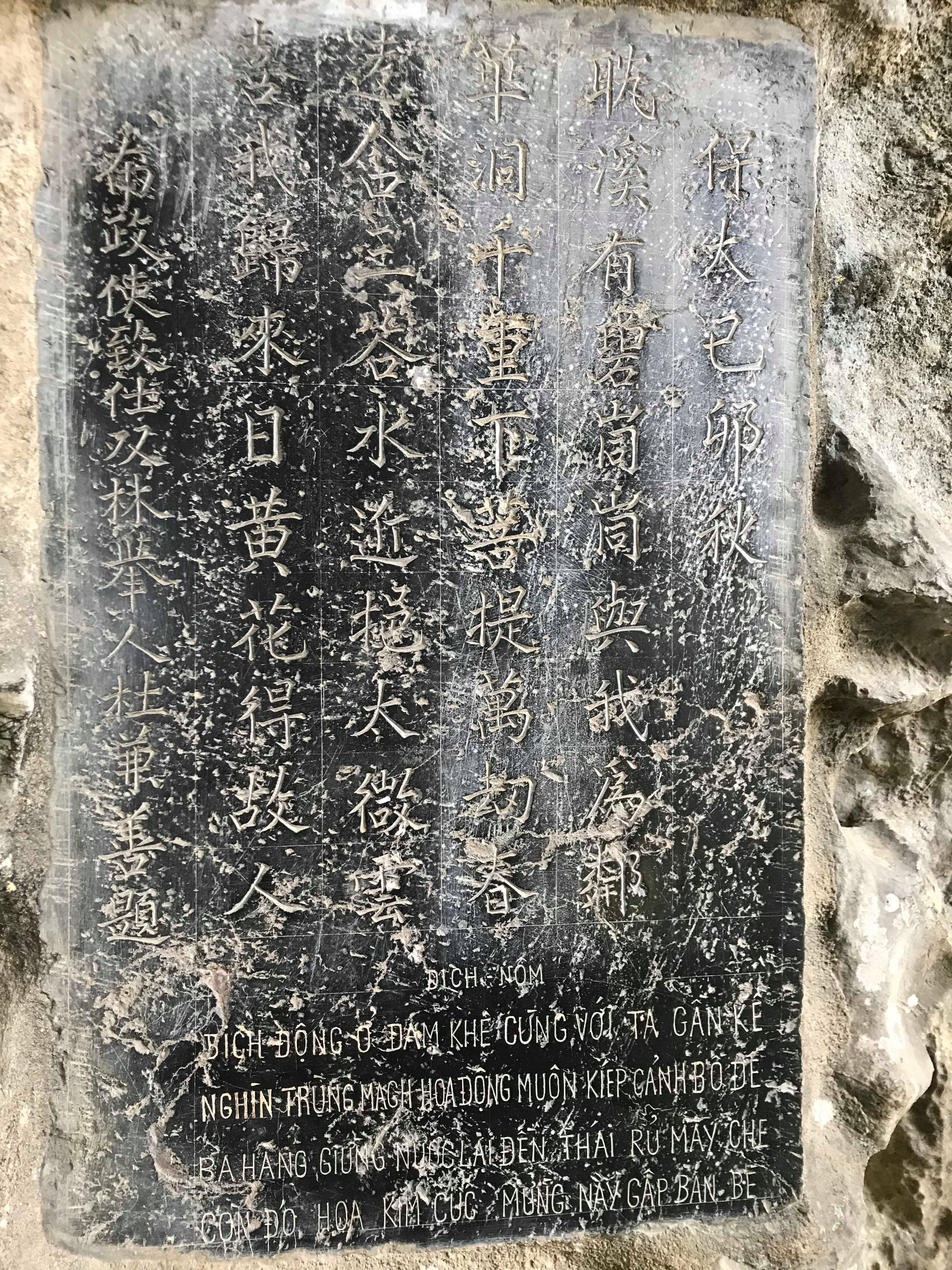
Hoa văn Hán tự trước chùa Hạ

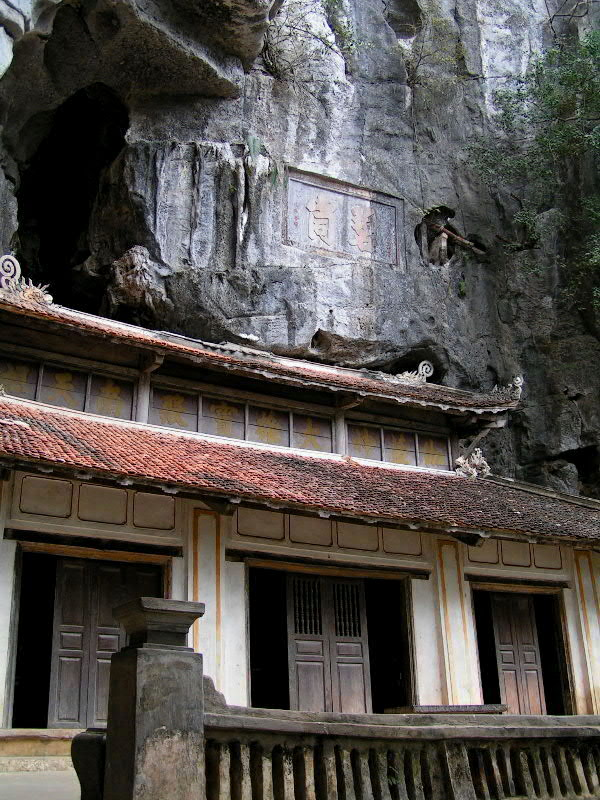
Chùa Trung - chùa Bích Động

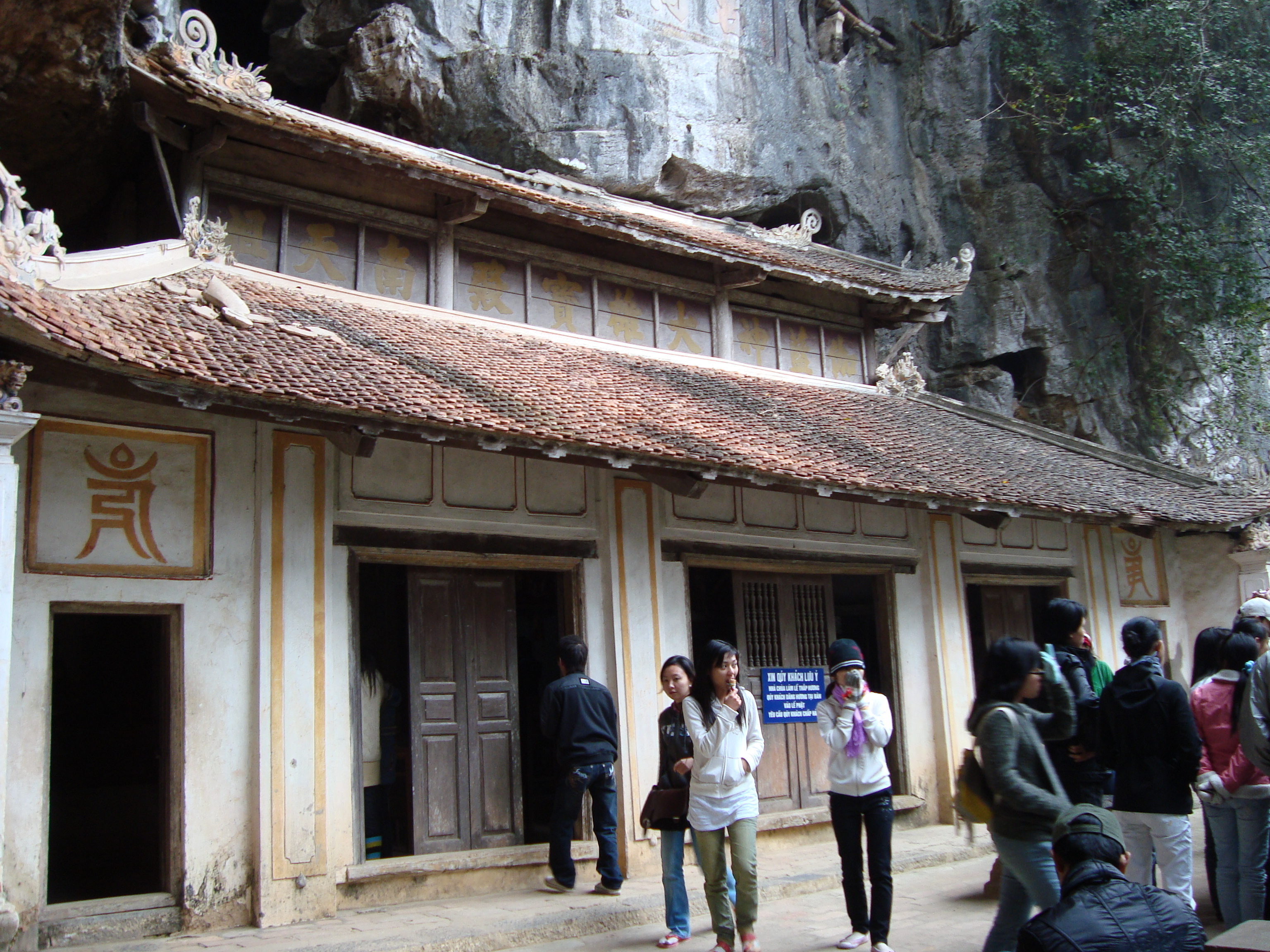
Chùa Trung - chùa Bích Động

### Chùa Thượng

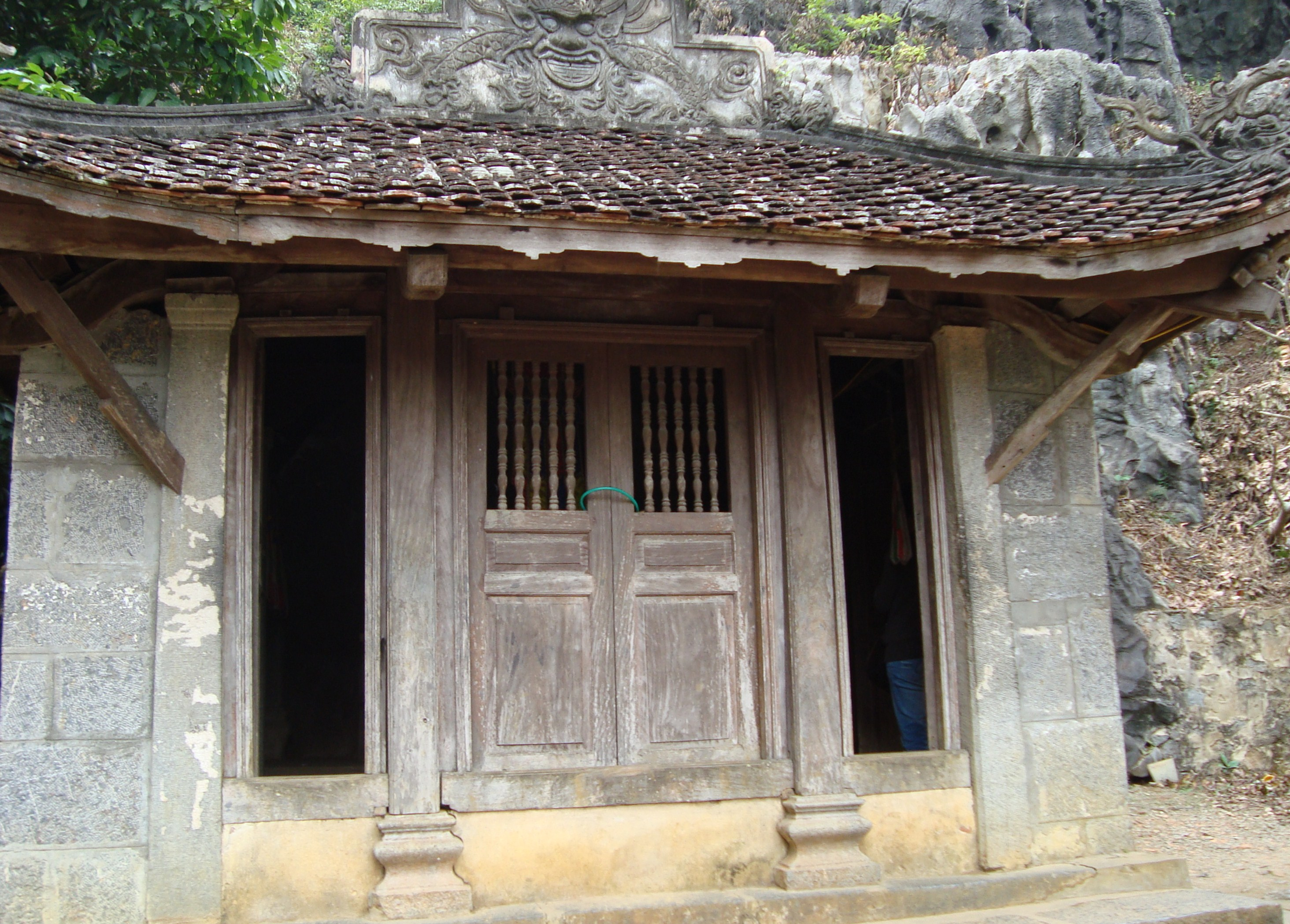
Chùa Thượng trên cùng